# Lavonia
Lavonia – miasto w Stanach Zjednoczonych, w stanie Georgia, w hrabstwie Franklin.